# Auburn (Alabama)

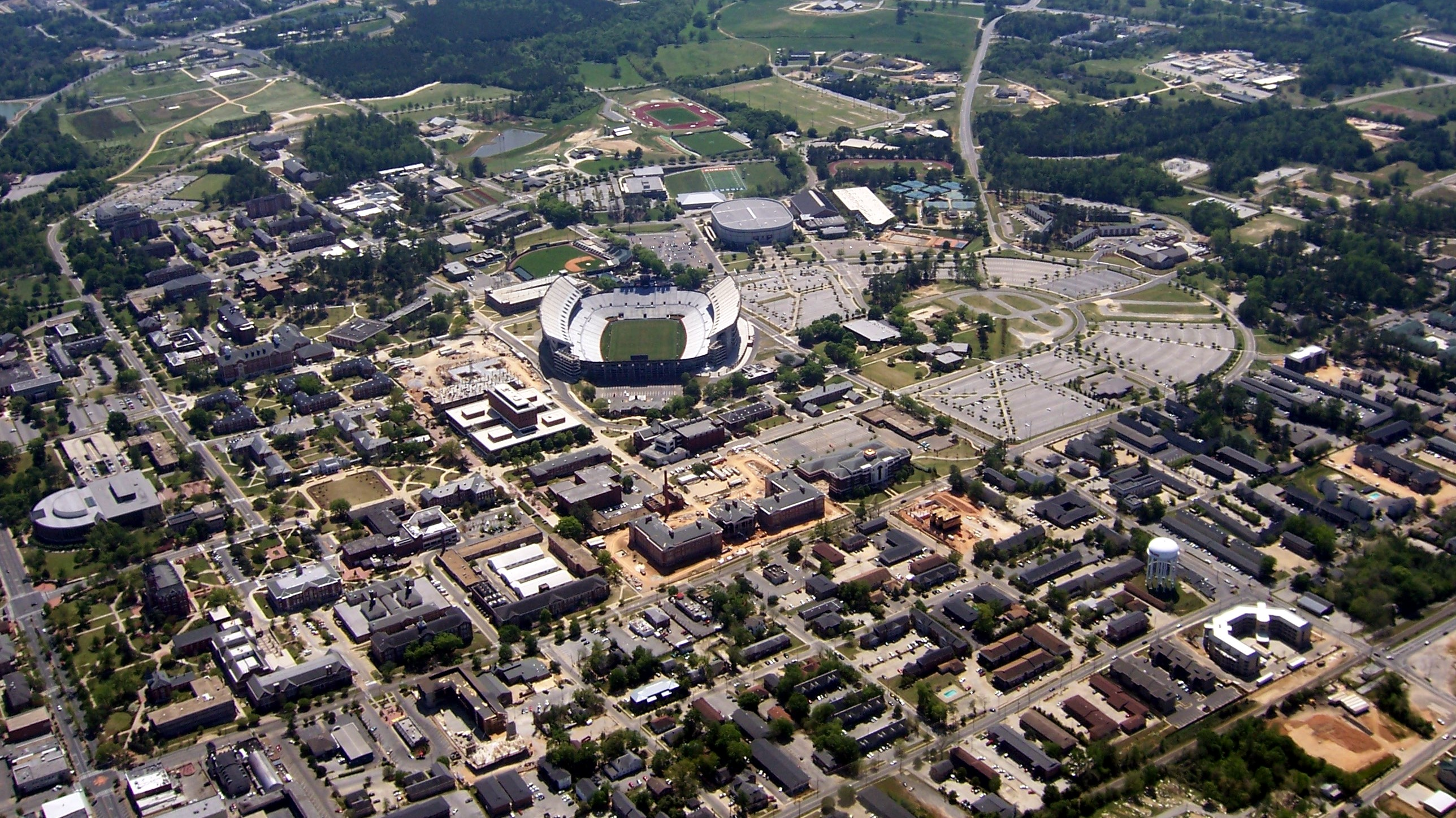
Luchtfoto van de campus van Auburn University

Auburn is een plaats (city) in de Amerikaanse staat Alabama, en valt bestuurlijk gezien onder Lee County.

## Demografie
Bij de volkstelling in 2000 werd het aantal inwoners vastgesteld op 42.987.
In 2006 is het aantal inwoners door het United States Census Bureau geschat op 51.906, een stijging van 8919 (20,7%).

## Geografie
Volgens het United States Census Bureau beslaat de plaats een oppervlakte van
102,4 km², waarvan 101,3 km² land en 1,1 km² water. Auburn ligt op ongeveer 189 m boven zeeniveau.

## Plaatsen in de nabije omgeving
De onderstaande figuur toont de plaatsen in een straal van 32 km rond Auburn.

## Geboren
- Frederick Chapman Robbins (1916-2003), viroloog, pediater en Nobelprijswinnaar (1954)